# Búfal africà
|  | Per a altres significats, vegeu «Búfal». |

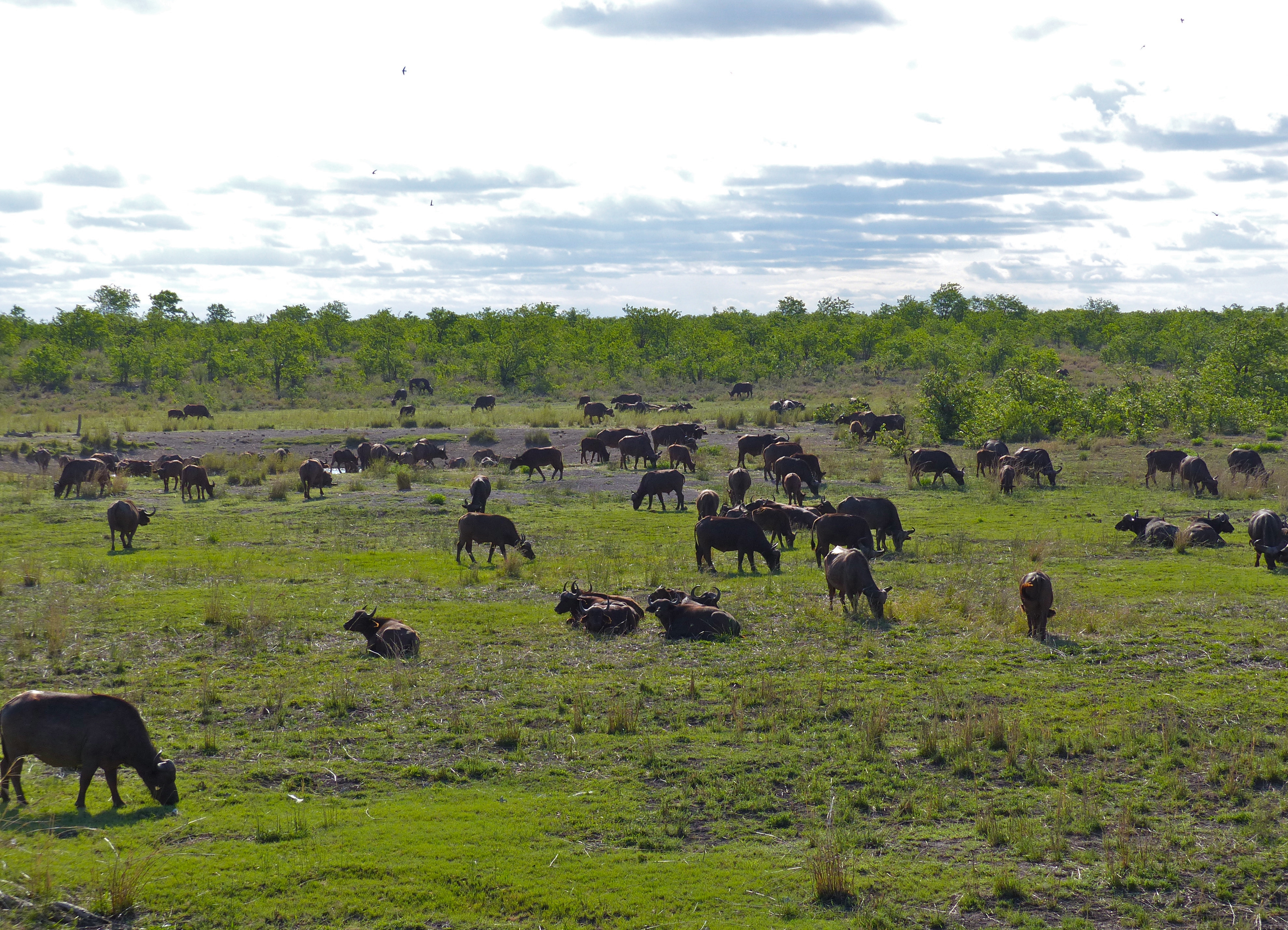
Ramat de búfals a Sud-àfrica

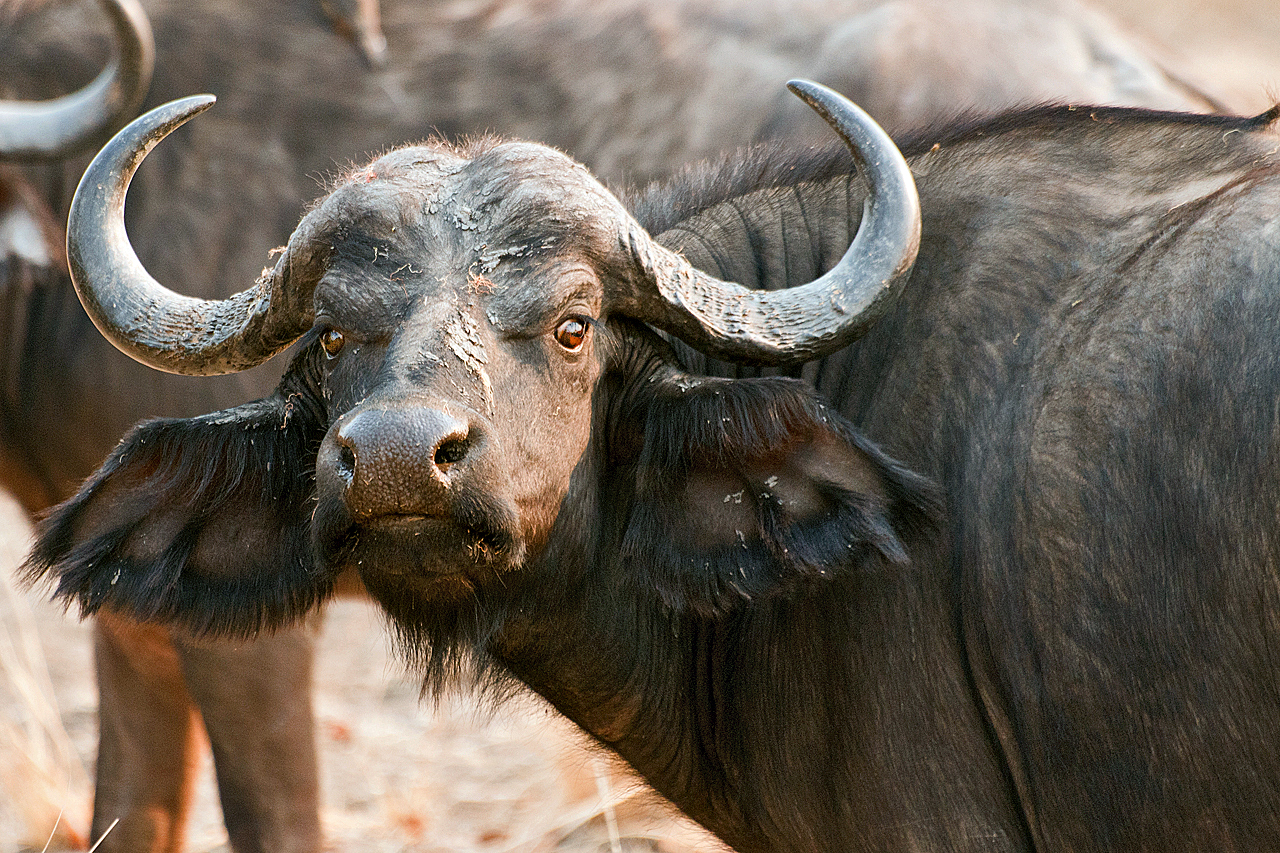
La forma de les orelles són característiques dels búfals africans

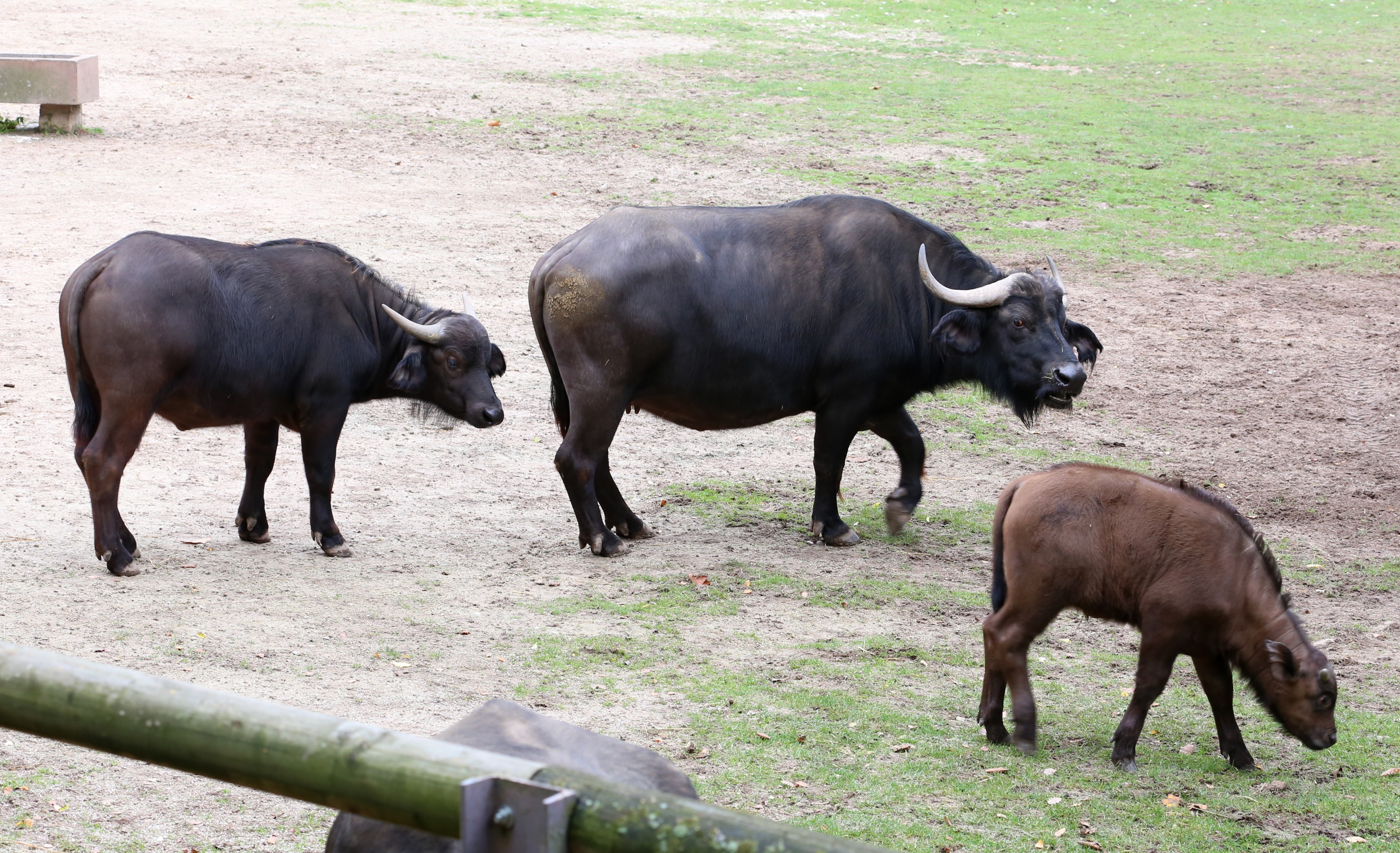
Grup de búfals africans amb una femella, un mascle i un vedell

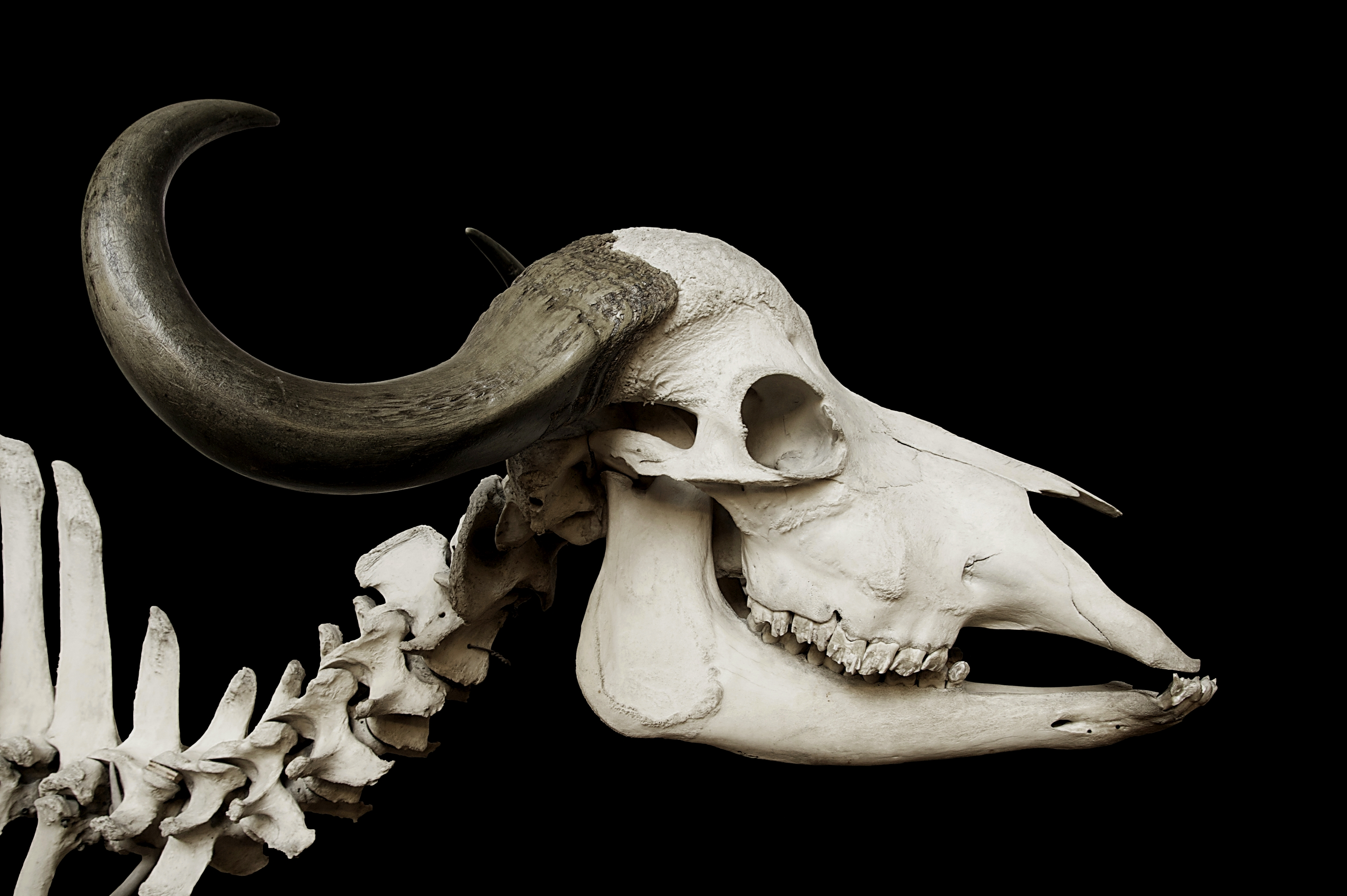
Detall de la curvatura de les banyes d'un búfal negre

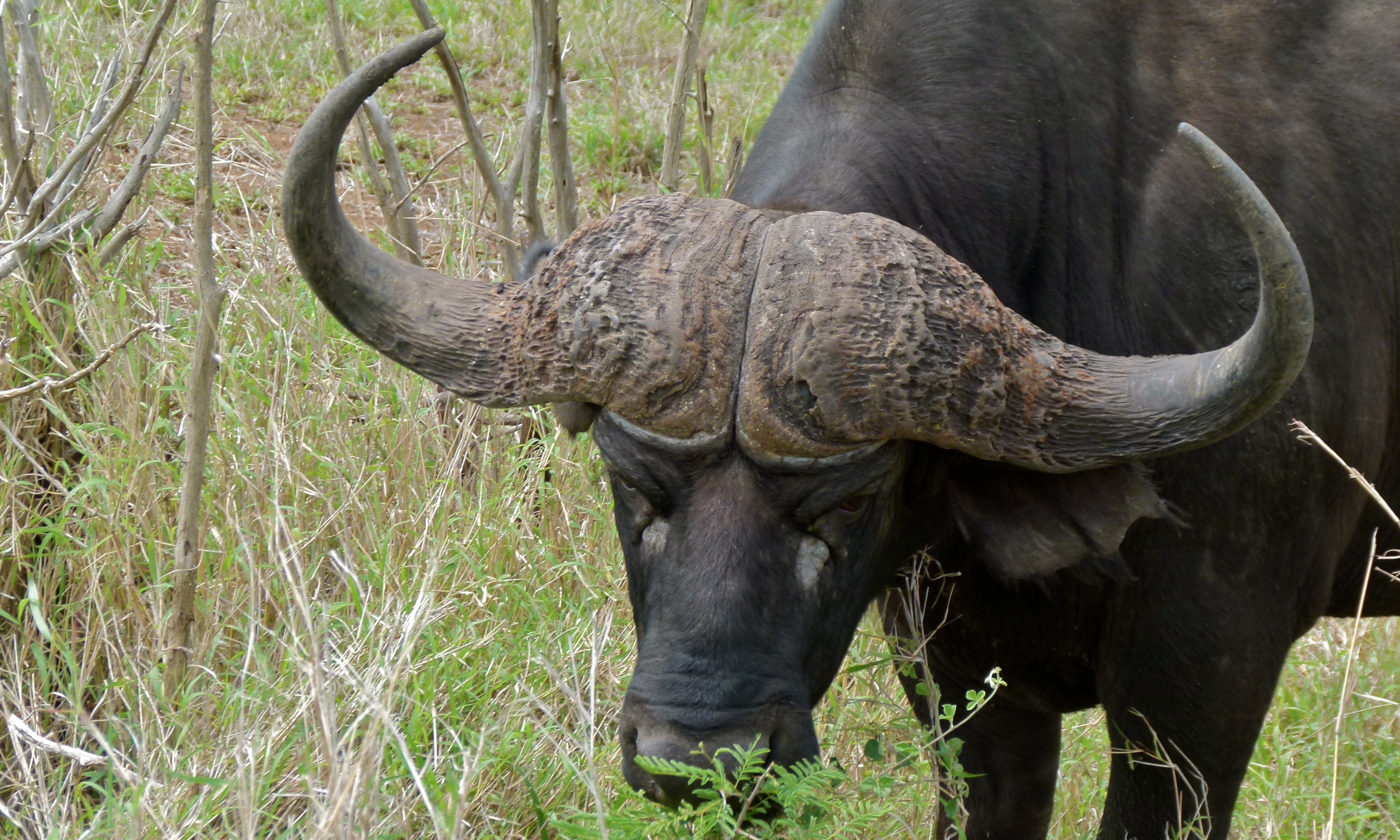
Escut frontal

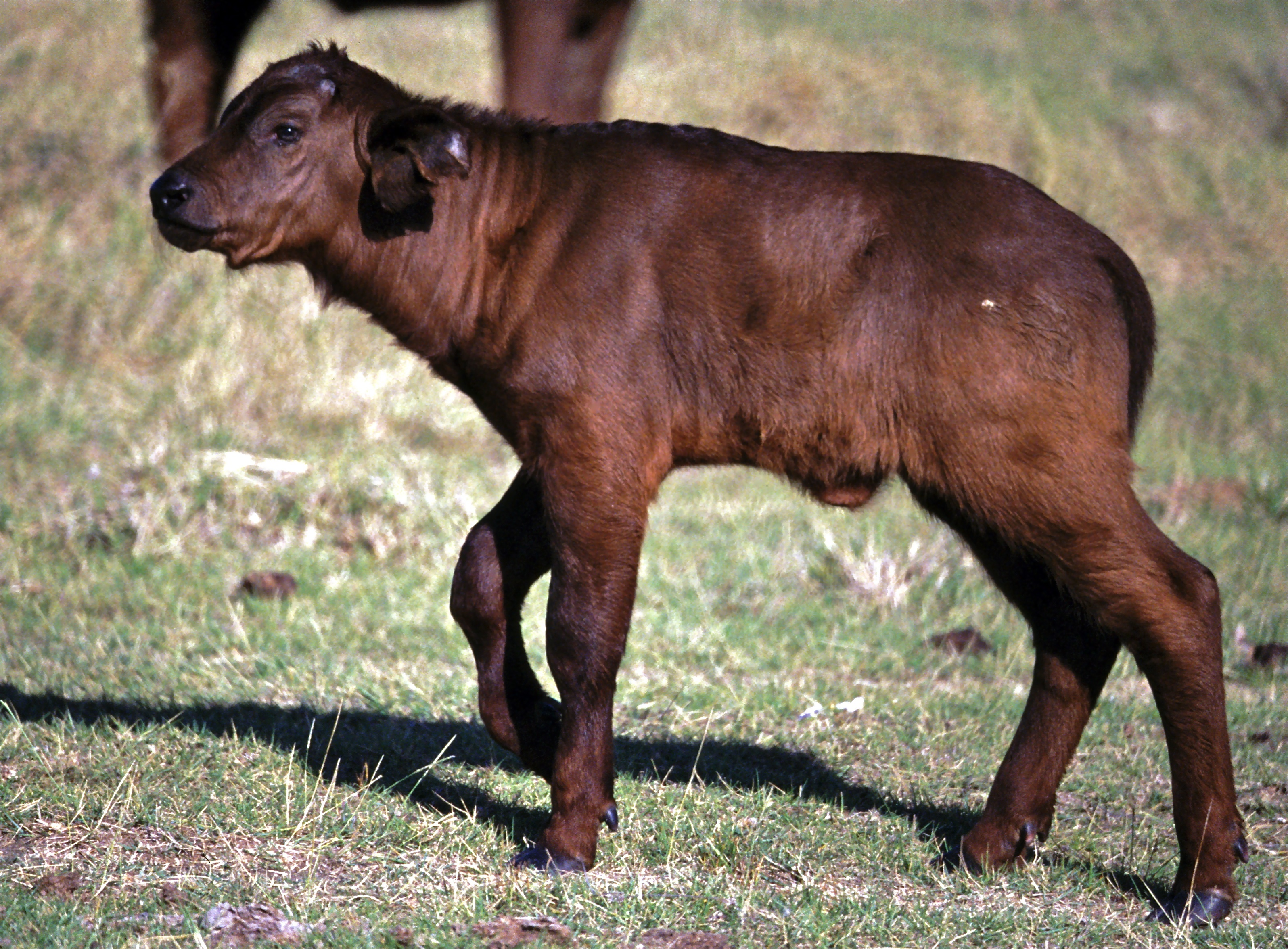
Vedell de búfal africà

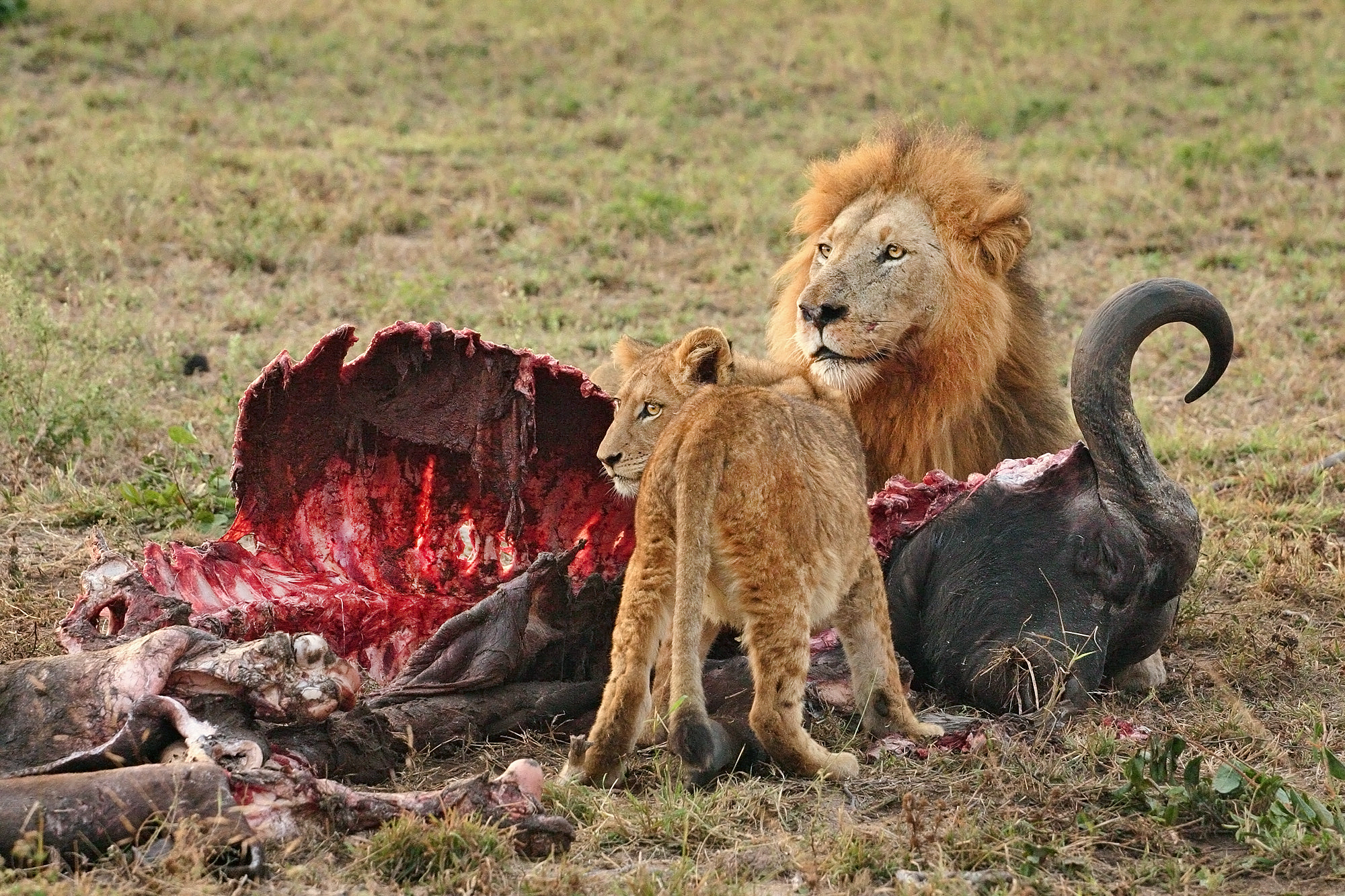
El lleó és un dels depredadors naturals del búfal

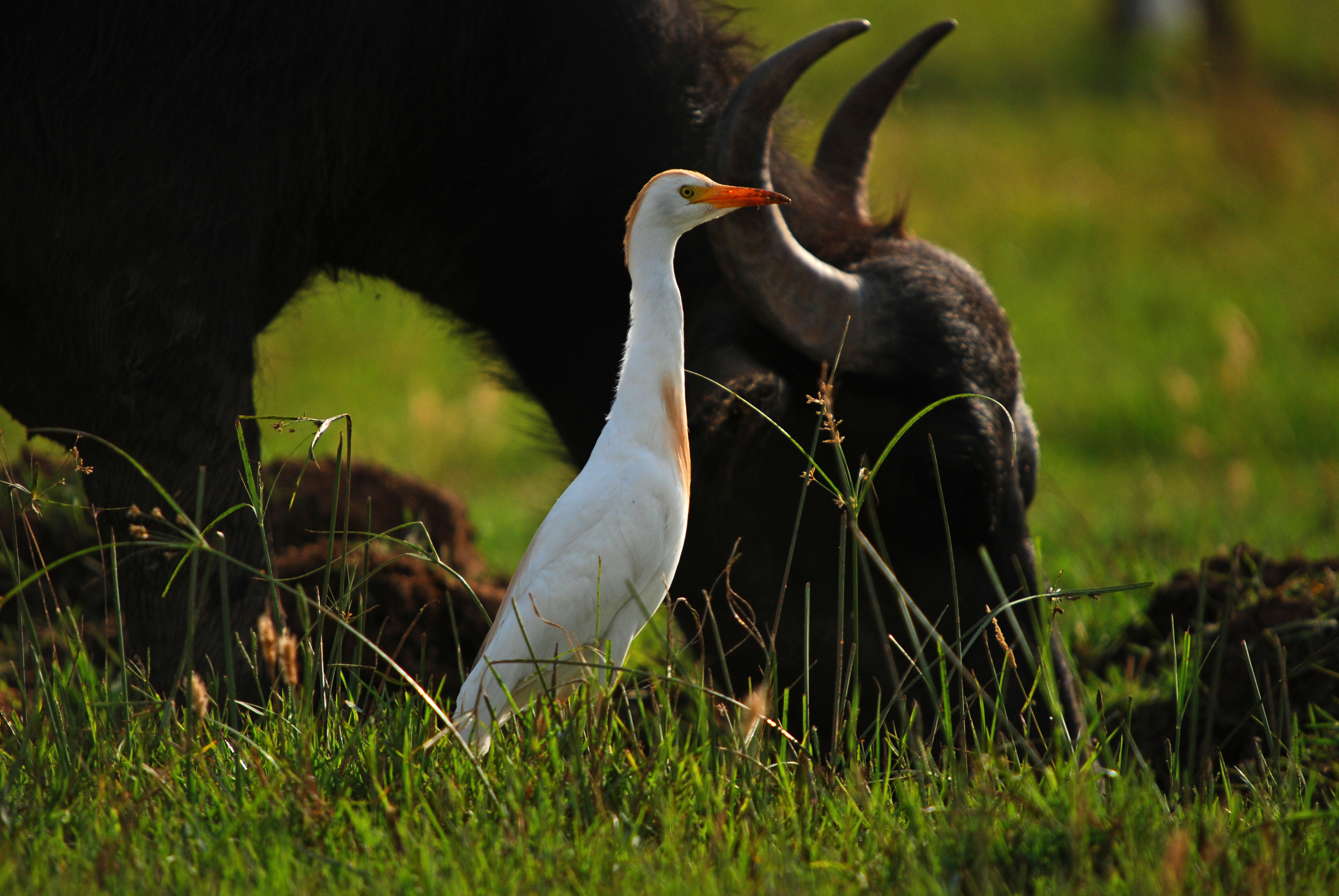
Ocell espurgador

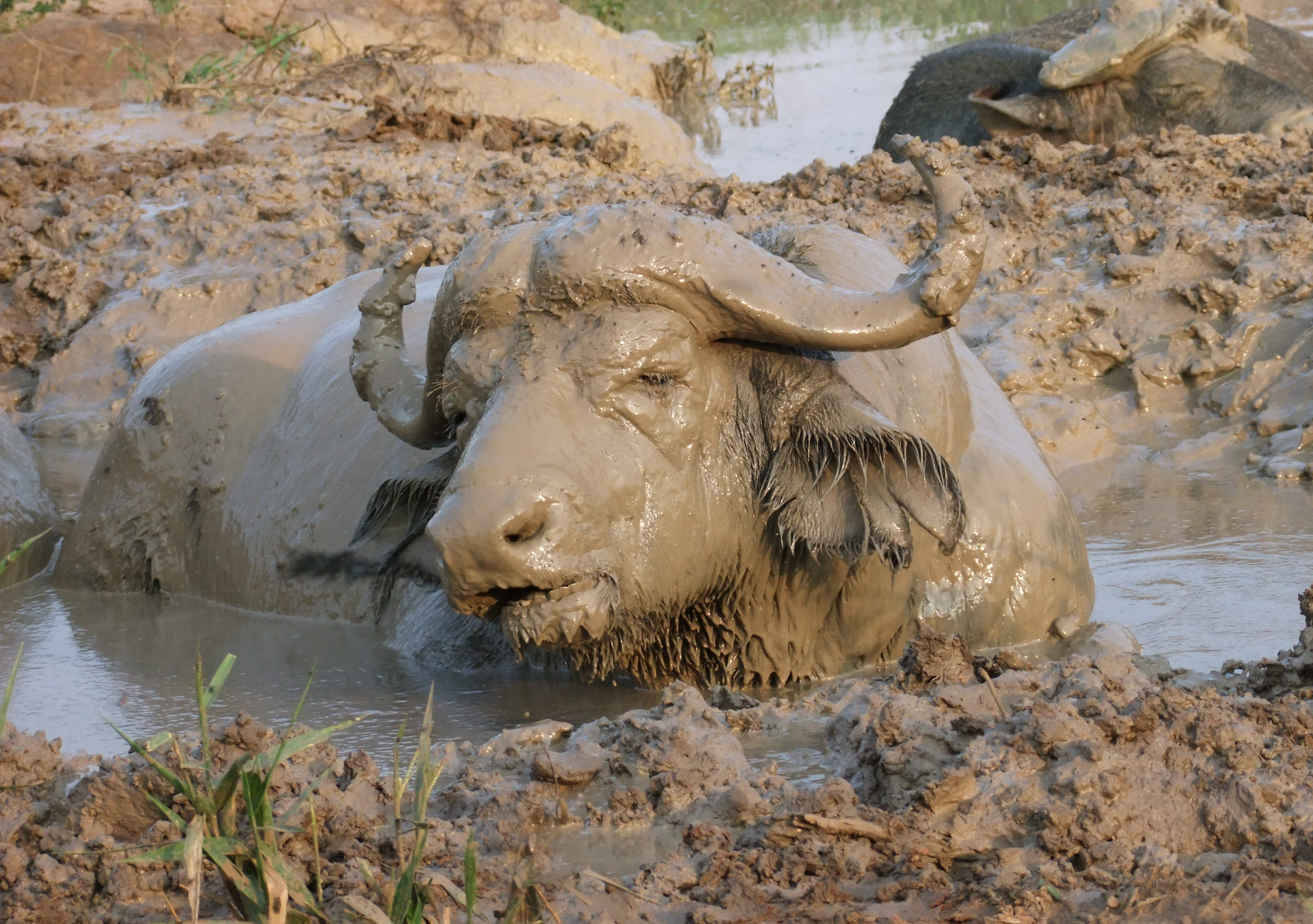
Bany de fang

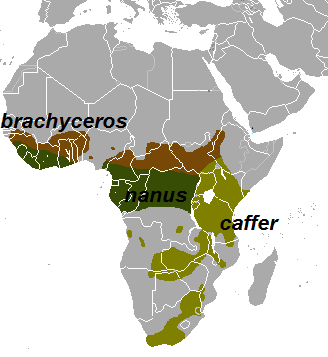
Distribució de les diferents subespècies de búfal africà.

El búfal africà o búfal cafre (Syncerus caffer) és un bòvid africà pertanyent a la família Bovidae i a la subfamília Bovinae. Es consideren cinc subespècies diferents de búfal africà: tres d'elles viuen a la sabana, una viu al bosc i una altra viu a la muntanya. Tot i que, aquestes cinc subespècies poden reproduir-se entre elles, són prou diferents pel que fa a morfologia, comportament, alimentació, hàbitat, etc. i cal tenir-ho present quan es concreten especificacions biològiques, estat de conservació, etc.

## Taxonomia

### Parentesc amb el búfal asiàtic
En el passat, la tendència era unificar el búfal africà i el búfal asiàtic domèstic incloent-los en un mateix subgènere. Algunes autoritats (Thenius i Hofer, 1960), però, proposaven que ambdues espècies pertanyien a subgèneres diferents. Estudis genètics posteriors demostraren que Thenius i Hofer tenien raó i que el parentesc entre ambdues espècies era menys estret del que s'havia suposat en un principi.

### Subespècies
L'espècie búfal africà o búfal cafre (Syncerus caffer) inclou cinc subespècies,
- El búfal negre de la sabana o búfal del Cap (S. c. caffer), viu al sud del continent. És el bòvid africà més gran. Existeixen, però, dues espècies de bòvids salvatges encara més grans: el búfal asiàtic domèstic i el gaur.[I]
- El búfal de bosc, búfal vermell o búfal nan (S. c. nanus), és comú a les zones forestals i a les clarianes d'Àfrica central i Àfrica Occidental. Aquesta subespècie és tan diferent de les altres que algunes autoritats la consideren una espècie separada, S. nanus. Els híbrids entre altres subespècies i búfals nans, però, no són infreqüents.
- El búfal del Sudan (S. c. brachyceros), es troba a l'Àfrica occidental.
- El búfal centreafricà (S. c. aequinoctialis), la seva distribució està limitada a les sabanes d'Àfrica Central. En aquesta subespècie s'inclou a vegades el búfal de Sudan.[6]
- El búfal de muntanya o búfal de Virunga (S. c. mathewsi), viu en zones muntanyoses de la República Democràtica del Congo, Ruanda i Uganda. No és una subespècie universalment reconeguda.[7]

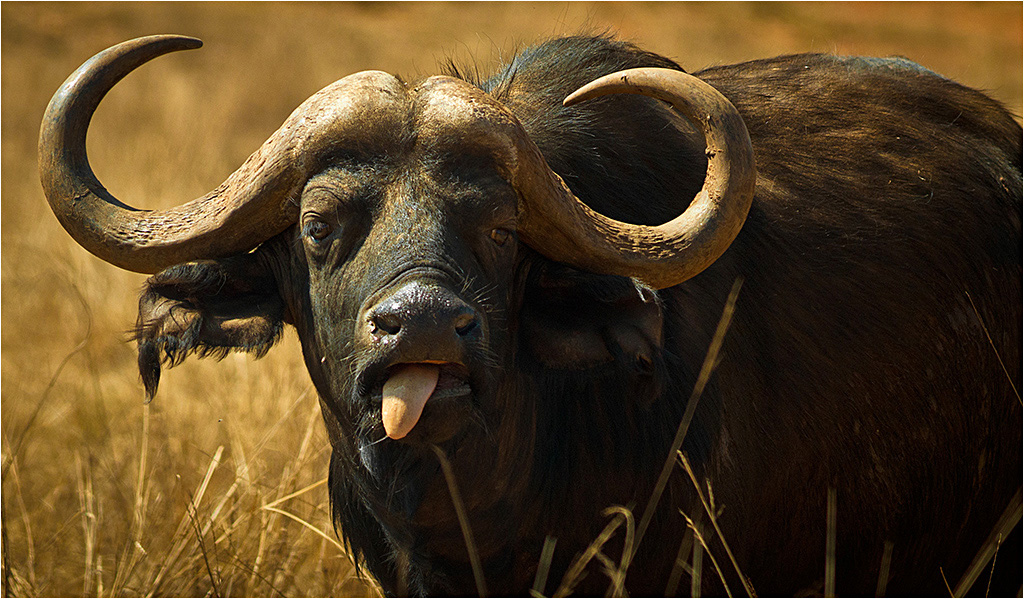
Búfal negre de la sabana
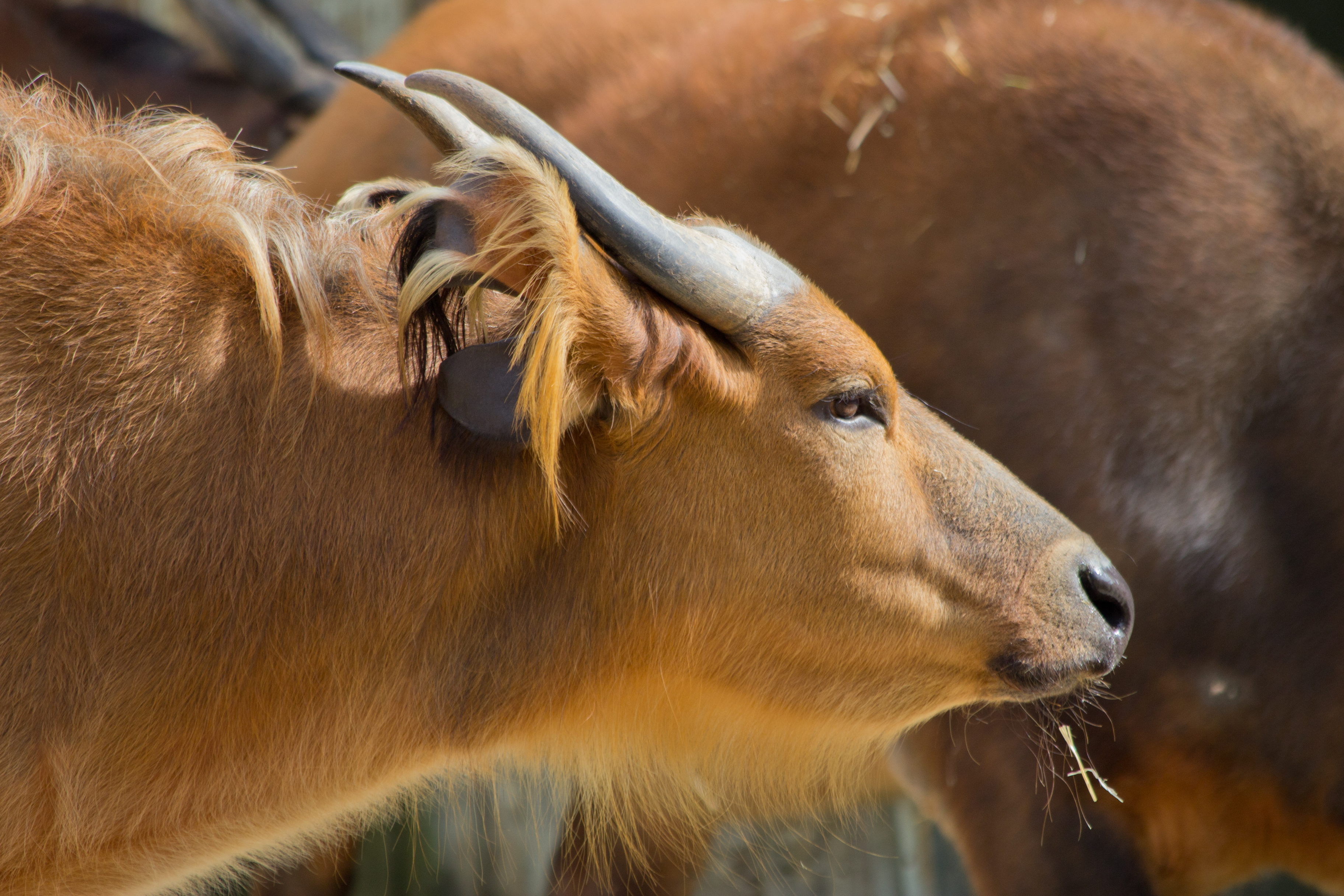
Búfal vermell de bosc
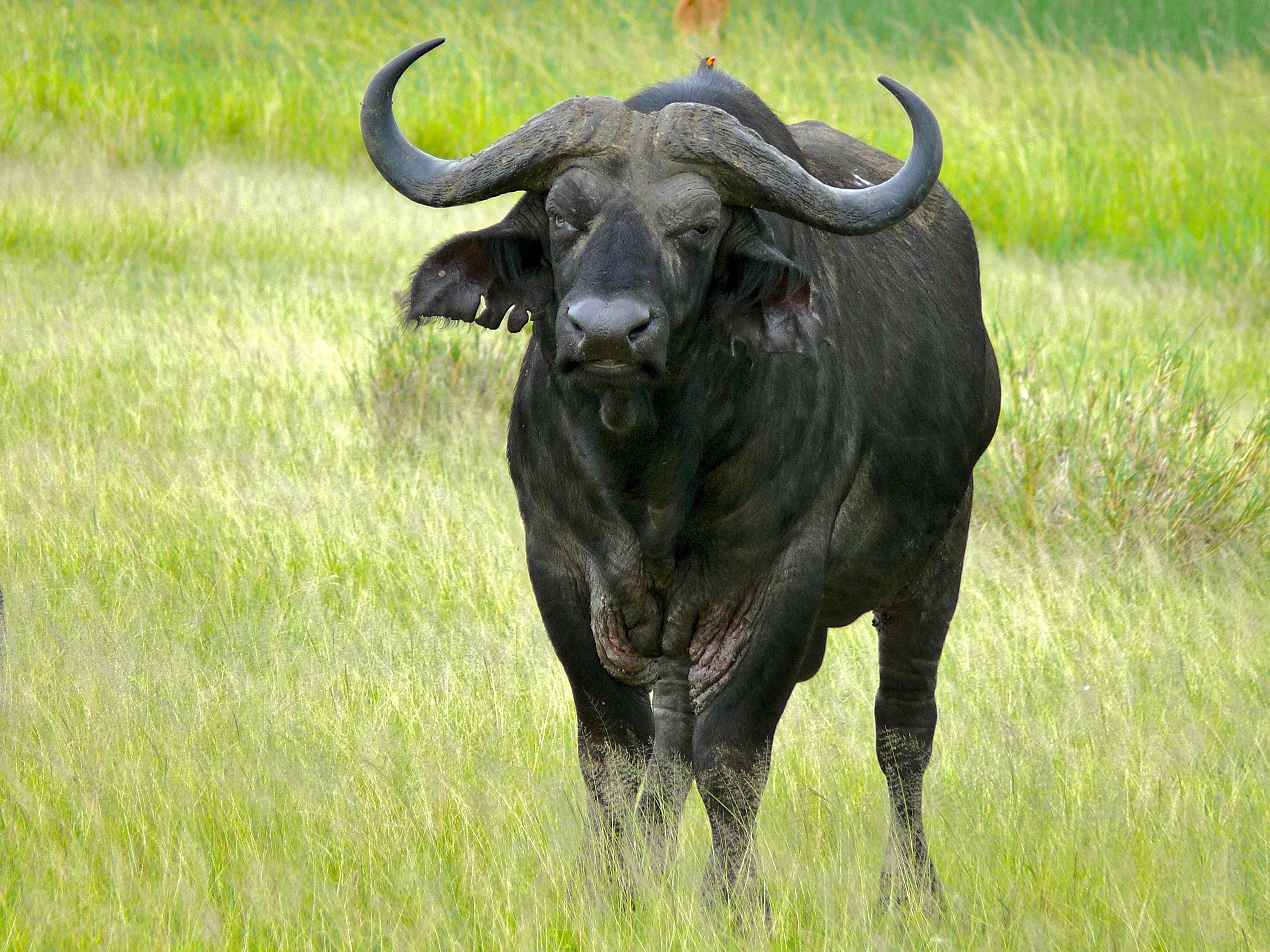
Búfal de Sudan
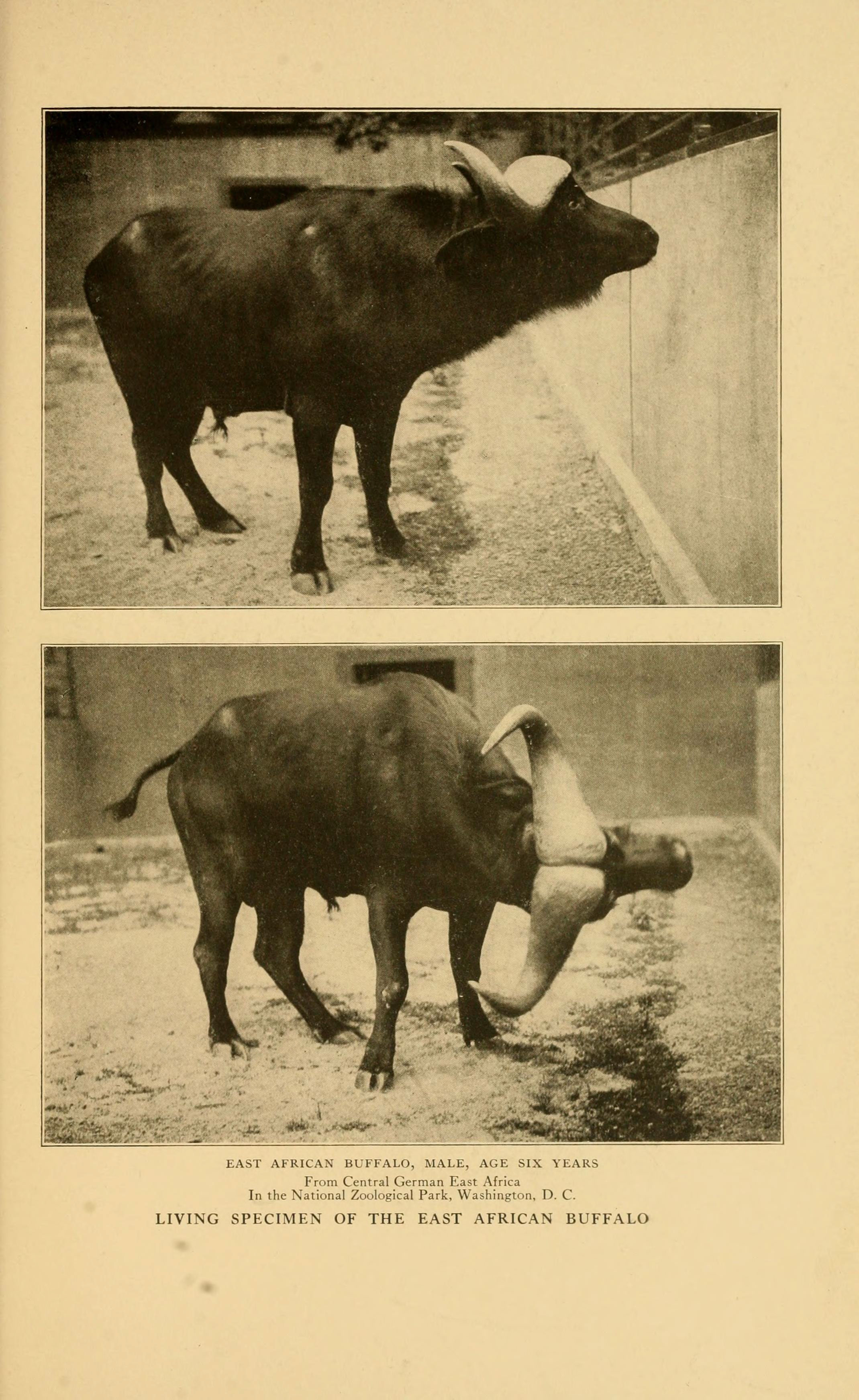
Búfal centreafricà
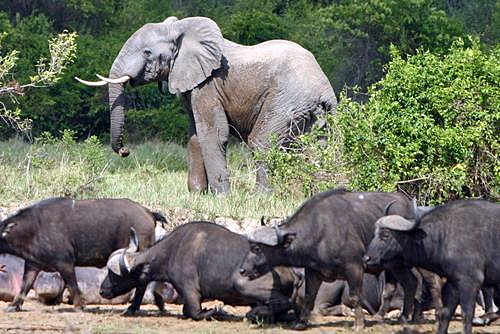
Búfals de muntanya

## Descripció física
En totes les subespècies el cos té forma de barril, el pit és ample i les potes són fortes. El cap és molt gran i el coll és curt i gruixut. La cua és llarga i té una borla terminal de pèls més llargs. A part de les banyes, el caràcter més distintiu al cap són les orelles: grans, caigudes i amb pels llargs a les vores. El búfal de bosc té uns flocs llargs de pels blancs o grogs vorejant l'orella.

### Mides i pes
El búfal negre de la sabana és el bòvid africà més voluminós. Els mascles més corpulents d'aquesta subespècie poden arribar a mesurar 1,7 m d'alçada i 3,4 m de llargada i a pesar 910 kg. El búfal negre pot arribar a ser el doble de gran i pesat que el búfal de bosc el qual és el més petit de totes les varietats. En aquest cas, l'altura fins a la creu és de menys de 120 cm i el pes mitjà és d'uns 270 kg. El búfal centreafricà és similar al búfal negre de la sabana, però una mica més petit. Les dimensions del búfal de Sudan són relativament petites: en termes morfològics, és una subespècie intermèdia entre el búfal negre de sabana i el búfal vermell. En tots els casos, els mascles de qualsevol subespècie de búfal africà són sempre considerablement més grans que les femelles.

### Color del pèl
El búfal africà adult té una coberta de pèl curt que tendeix a aprimar-se amb l'edat. El color del cos varia de vermell a negre depenent de la subespècie. Els búfals negres de sabana adults són de color marró molt fosc o gairebé negre i, normalment, els mascles són més foscos que les femelles. Un búfal negre de la sabana en fer-se vell pot desenvolupar taques blanques canoses al voltant dels ulls. El búfal centreafricà és una mica més clar que el búfal negre. Els búfals de bosc són típicament vermells. Igual que en el cas dels búfals de sabana, els búfals de bosc mascles tendeixen a enfosquir-se amb l'edat.
La barbeta i la part inferior dels animals són sovint més pàl·lides i la cara i les potes poden tenir taques de color de contrast.

### Cornamenta
Els dos sexes de totes les subespècies tenen banyes, tot i que la seva mida i forma és molt variable. En el búfal negre les banyes tenen forma de ganxo, corbant-se cap avall des del seu origen i aixecant-se després cap amunt i cap a dins. Les banyes són enormes en els mascles i s'uneixen en el front formant un pesat escut (anomenat cap). La longitud de la cornamenta dels grans mascles pot arribar a mesurar 160 cm de llarg en la corba exterior amb una extensió horitzontal de més de 90 cm. Les banyes de la femella del búfal negre són més curtes i més primes, amb l'escut frontal incomplet o absent. Les banyes dels búfals de bosc són molt més curtes, poden arribar a fer entre 30 i 40 cm de longitud, i apunten cap enrere del cap en línia amb el front. Els mascles d'aquesta subespècie no desenvolupen escut frontal.

## Reproducció i desenvolupament
El búfal africà es reprodueix durant tot l'any si les condicions ho permeten. Quan l'aigua és escassa aleshores la majoria dels naixements tenen lloc en l'estació humida. Els búfals quan acaben de néixer poden ser de color marró vermellós o de color vermell brillant segons la varietat de la qual es tracti. Les cries tenen una gruixuda capa de pèl.
El període de gestació és de 340 dies i la mida de la ventrada és d'1 o 2 vedells. El deslletament té lloc al voltant dels 6 mesos d'edat. La maduresa sexual arriba entre els 3,5 i els 5 anys. L'esperança de vida dels búfals africans en llibertat és de 18 a 20 anys.

## Ecologia
El búfal africà és un animal de pastures. Tot i així, pot viure en una gran pluralitat d'hàbitats: en zones pantanoses, planes, herbeis, boscos, etc. Se'l pot trobar a gran altitud (fins a 4.000 m) i a nivell del mar. Prefereix zones de vegetació densa. No té requeriments especials per viure, però necessita beure aigua cada dia. L'únic bioma en el qual no se'l troba és en el desert.
El búfal africà té pocs predadors: els humans, els lleons i els cocodrils. Se'n defensa amb molta energia i pot arribar a matar o malferir els seus atacants. Per abatre un búfal adult calen diversos lleons caçant en grup de manera coordinada i per això sembla que la millor estratègia és caçar únicament búfals joves o vells o solitaris que és la que també segueixen els cocodrils. A més, al contrari que el búfal asiàtic domèstic, el búfal africà no ha estat mai domesticat.[III] Segurament, per aquesta fortalesa i aquest coratge que mostra el búfal africà, i també pel seu caràcter impredictible, algunes autoritats el consideren un dels animals més perillosos de l'Àfrica, en particular, pels éssers humans, tot i no existir una documentació definitiva que avali aquesta afirmació.
Els búfals africans tenen una relació simbiòtica amb aus com els búfags i els esplugabous, que eliminen els insectes de la seva pell mossegant-los i xuclant-los.

## Comportament
L'estructura social dels búfals de sabana està ben estudiada. i no tant la del búfal de bosc tot i que als aiguamolls de Mbeli Bai, en la República del Congo, s'hi fan seguiments i es monitoren aquests animals de manera regular des de l'any 1993.
Els búfals de sabana viuen en grans ramats de 50 a 500 individus. Dins el ramat s'estableixen grups més petits compostos per femelles amb les seves cries, grups de joves adults de fins a 12 mascles, grups de mascles de més edat, un mascle amb femelles i les seves cries, mascles vells solitaris, etc.
En general els vincles entre els individus del ramat són molt forts, de manera que tots els animals responen a les crides de socors. Igualment, animals afeblits per malalties, o que han quedat cecs o coixos poden sobreviure amb el suport de la resta. A vegades es poden formar grans ramats de 2.000 a 3.000 búfals per agregació d'altres ramats més petits, però aquests grups no tenen la mateixa cohesió social i només són possibles en les grans prades. Normalment, no són animals migratoris i viuen en una àrea concreta que pot arribar a ser molt gran. Durant el dia, els búfals de sabana estan molt actius, concentrats en la pastura i en trepitjar el terra per afavorir la regeneració de la vegetació.
Els búfals de bosc es troben en grups més petits que els seus parents de sabana, generalment entre 8 i 20 individus. Són grup compostos per femelles emparentades i els seus descendents amb mascles concomitants. El mascles de búfal de bosc també poden associar-se en grups de solters o viure sols.
L'oïda sembla el sentit més important per a tots els búfals africans. Es comuniquen mitjançant bramuls, tal com fan els bóvids domèstics. D'aquesta manera, s'assegura la cohesió del ramat tant en boscos densos com en pastures obertes.
A tots els búfals els agrada banyar-se en fang, cosa que fan amb molta freqüència, ja que els serveix per refredar-se. A més, en aquests banys es forma una crosta protectora que quan s'asseca serveix per curar ferides i podria tenir algunes altres virtuts.

## Distribució i conservació
El búfal africà viu a la selva tropical, a les clarianes i a les sabanes de l'Àfrica.
Està distribuït per Angola, Benín, nord i est de Botsuana, Burkina Faso, Burundi, Camerun, República Centreafricana, sud del Txad, Costa d'Ivori, República Democràtica del Congo, Guinea Ecuatorial, Mbini, nord d'Eritrea, Etiòpia, el Gabon, Ghana, Guinea, Guinea Bissau, Kenya, Libèria, Malawi, sud de Mali, Moçambic, nord-est de Namibia, sud-oest de Níger, Nigèria, República del Congo, Ruanda, el Senegal, Sierra Leone, sud de Somàlia, Sud-àfrica, el Sudan, Eswatini, Tanzània, Togo, Uganda, Zàmbia i Zimbàbue.
Tant les tres varietats de búfals de sabana com el búfal de bosc, en un percentatge que supera les tres quartes parts de la població, fan vida i es reprodueixen en zones protegides, parcs naturals i zones de caça controlades. El seu futur està, així, estretament lligat al futur de les àrees protegides i a la regulació de la caça. Les diferents subespècies de búfals són un blanc freqüent dels caçadors furtius.
Algunes varietats del búfal africà estan en regressió, altres, no pateixen canvis. És molt més fàcil fer estimacions de les poblacions dels búfals de sabana que del búfal de bosc. Se sap, però, que el búfal de bosc està en declivi en la majoria de regions. A Bioko i Gàmbia el búfal negre està extint. A Eritrea, any rere any, el nombre d'individus disminueix. A altres llocs, com Sud-àfrica o Swazilàndia. s'ha reintroduït. A més de la caça furtiva, algunes malalties,[II] també en són responsables de la desaparició dels búfals a certes regions. Malgrat tot, segons la Llista Vermella d'espècies amenaçades de la Unió Internacional per a la Conservació de la Natura (UICN) el risc d'extinció del búfal africà és baix. La població total estimada en el 2015 és de poc menys d'un milió d'animals.